# Municipio de Clover (condado de Hubbard)
El municipio de Clover (en inglés: Clover Township) es un municipio ubicado en el condado de Hubbard en el estado estadounidense de Minnesota. En el año 2010 tenía una población de 154 habitantes y una densidad poblacional de 1,67 personas por km².

## Geografía
El municipio de Clover se encuentra ubicado en las coordenadas 47°6′7″N 95°4′17″O / 47.10194, -95.07139. Según la Oficina del Censo de los Estados Unidos, el municipio tiene una superficie total de 92.24 km², de la cual 88,04 km² corresponden a tierra firme y (4,55 %) 4,2 km² es agua.

## Demografía
Según el censo de 2010, había 154 personas residiendo en el municipio de Clover. La densidad de población era de 1,67 hab./km². De los 154 habitantes, el municipio de Clover estaba compuesto por el 96,1 % blancos, el 0,65 % eran afroamericanos y el 3,25 % eran de una mezcla de razas. Del total de la población el 0 % eran hispanos o latinos de cualquier raza.